# Aldin Jakupović
Pour les articles homonymes, voir Jakupović.
 (août 2023).
Aldin Jakupović, né le 4 juin 2006, est un footballeur slovène qui joue au poste d'attaquant à l'Olimpija Ljubljana.

## Biographie

### Carrière en club
Aldin Jakupović est formé par le Olimpija Ljubljana, où il commence sa carrière professionnelle en Slovénie,. Il joue son premier match avec l'équipe première du club le 8 mars 2023, lors du match de Coupe de Slovénie contre le NK Nafta 1903, devenant le plus jeune footballeur faire ses débuts avec l'Olimpija depuis Jan Oblak. Il figure ensuite également sur plusieurs feuilles de matchs en championnat cette saison, alors que son équipe est sacrée champion de Slovénie lors de la saison 2022-23,.
Le 8 aout 2023, il joue son premier match de Ligue des champions, lors du tour préliminaire contre les champions turcs du Galatasaray,.

### Carrière en sélection
En septembre 2022, Aldin Jakupović est international avec l'équipe de Slovénie des moins de 17 ans, s'illustrant notamment lors de l'Euro 2023, où son équipe s'impose 4-2 contre la Serbie,.